# 生たまご生プリン
生たまご生プリンは神奈川県横浜市中区のエリゼ光アンテルナショナルが製造、販売するカスタードプディング。2018年に第28回神奈川県名菓展菓子コンクールで一般名菓の部最優秀賞を受賞した。
生の卵黄が使われていることが特徴。鶏卵には、神奈川県内の株式会社コトブキ園の直売所「農場の家」の恵壽卵（けいじゅらん）を用いている。
2014年にエリゼ光アンテルナショナルはエリスマン邸の喫茶室「しょうゆ・きゃふぇ横浜元町店」を開業するが、そこの看板メニューとして考案された。同社が経営するフランス料理店「エリゼ光」でも提供されていたが、2017年より、生プリンと生卵が入った贈答用が販売開始され、第28回神奈川県名菓展菓子コンクールではこの贈答用が受賞となった。